# Sumbas
Sumbas ist eine Kreisstadt und Hauptort des gleichnamigen Landkreises in der türkischen Provinz Osmaniye. Die Stadt umfasst etwa 15 Prozent der Landkreisbevölkerung. Die im Stadtlogo vorhandene Jahreszahl (1992) dürfte auf das Jahr der Ernennung zur Stadtgemeinde (Belediye) hinweisen.

## Landkreis
Der Landkreis liegt im Westen der Provinz und grenzt an die Provinz Adana im Westen und den „Mutterkreis“ Kadirli, aus dem 1996 20 Dörfer und eine Belediye zur Bildung des neuen Kreises abgetrennt wurden (Gesetz Nr. 4200).
Ende 2020 weist der Kreis neben der Kreisstadt (Merkez) mit Mehmetli (2.277 Einwohner) eine weitere Belediye auf. Die ehemalige Belediye Alibeyli wurde 2013 zum Dorf zurückgestuft. Weiterhin existieren noch 13 Dörfer (Köy, Mehrzahl Köyler) auf, in denen durchschnittlich 724 Menschen leben. Sieben Dörfer haben mehr Einwohner als der Durchschnitt, das kleinste Dorf zählt 198 Einwohner. Alibeyli (1.513), Gafarlı (1.344) und Yeşilyayla (1.023) sid die größten Dörfer.
Die Mehmetli-Talsperre befindet sich 7 km nördlich der Stadt.

## Bevölkerung

### Ergebnisse der Bevölkerungsfortschreibung
Nachfolgende Tabelle zeigt den vergleichenden Bevölkerungsstand am Jahresende für die Provinz Osmaniye, den Landkreis und die Stadt Sumbas sowie deren jeweiligen Anteil an der übergeordneten Verwaltungsebene. Die Zahlen basieren auf dem 2007 eingeführten adressbasierten Einwohnerregister (ADNKS). Die letzten beiden Wertzeilen entstammen Volkszählungsergebnissen.

| 0Jahr0 | Provinz | Landkreis | Landkreis | Stadt | Stadt |
| 0Jahr0 | abs.    | %         | abs.      | %     | abs.  |
| ------ | ------- | --------- | --------- | ----- | ----- |
| 2020   | 548.556 | 2,50      | 13.722    | 14,85 | 2.038 |
| 2019   | 538.759 | 2,57      | 13.840    | 14,67 | 2.031 |
| 2018   | 534.415 | 2,68      | 14.308    | 15,26 | 2.184 |
| 2017   | 527.724 | 2,70      | 14.228    | 14,99 | 2.133 |
| 2016   | 522.175 | 2,77      | 14.477    | 14,60 | 2.114 |
| 2015   | 512.873 | 2,83      | 14.518    | 14,24 | 2.068 |
| 2014   | 506.807 | 2,93      | 14.841    | 14,18 | 2.105 |
| 2013   | 498.981 | 3,03      | 15.130    | 14,14 | 2.140 |
| 2012   | 492.135 | 3,09      | 15.203    | 13,48 | 2.050 |
| 2011   | 485.357 | 3,19      | 15.463    | 13,47 | 2.083 |
| 2010   | 479.221 | 3,24      | 15.526    | 13,35 | 2.073 |
| 2009   | 471.804 | 3,33      | 15.722    | 13,45 | 2.114 |
| 2008   | 464.704 | 3,42      | 15.911    | 13,47 | 2.144 |
| 2007   | 452.880 | 3,50      | 15.837    | 13,92 | 2.204 |
| 2000   | 458.782 | 3,66      | 19.155    | 12,54 | 2.164 |
| 1997   | 438.372 | 3,83      | 16.776    | 12,54 | 2.103 |